# Pancheraccia
Pancheraccia település Franciaországban, Haute-Corse megyében. Lakosainak száma 197 fő (2022. január 1.). Pancheraccia Aléria, Giuncaggio, Pietraserena, Tallone és Zalana községekkel határos.

## Népesség
A település népességének változása:
| Lakosok száma | 137  | 116  | 187  | 190  | 169  | 177  | 187  | 197  | 197  | 197  |
|               | 1968 | 1982 | 1990 | 2006 | 2013 | 2015 | 2017 | 2019 | 2020 | 2022 |